# SO l'Emyrne
El SO l'Emyrne, conocido también como SOE, es un equipo de fútbol de Madagascar que juega en la Segunda División de Madagascar, la segunda liga de fútbol más importante del país.

## Historia
Fue fundado en la capital Antananarivo y llegaron a disputar el Campeonato malgache de fútbol por primera vez en el año 2000, llegando a obtener el título de liga en la temporada 2001 tras vencer en la final 1-0 al AS Adema.
A nivel internacional han participado en un torneo continental, en la Liga de Campeones de la CAF 2002, en la cual fueron eliminados en la segunda ronda por el Costa do Sol de Mozambique.

## 149-0
En la temporada 2002, SOE estaba disputando el título contra AS Adema. AS Adema les superaban por 2 puntos. Ganó el partido contra Union Sportive Ambohidratimo, así que SOE tenía que ganar sí o sí contra DSA Antananarivo. SOE perdió todos los opciones para ganar. DSA marcó un penal en los últimos minutos. Terminó 2-2. SOE con el empate ya perdió el título, por lo que los hinchas decidieron protestar. En la última fecha, SOE perdió deliberadamente un partido de la fase final de la temporada ante el AS Adema por 149-0 debido a las decisiones arbitrales que provocaron una disputa entre el árbitro con el entrenador del SOE Ratsimandresy Ratsarazaka, provocando que los jugadores del SOE anotaran 149 autogoles, por lo que la Federación Malgache de Fútbol sancionó al SOE, pero luego el ministro de Juventud, Deportes y Tiempo Libre de Madagascar René Ndalana suspendió a todos los miembros del comité ejecutivo de la Federación Malgache de Fútbol y a la participación en la CAF del siguiente año.
Eventualmente el entrenador Ratsimandresy Ratsarazaka fue suspendido por un largo tiempo así como los jugadores Mamisoa Razafindrakoto (capitán), Dominique Rakotonandrasana (arquero), Nakata y Rakoto Kely.

## Palmarés
- Campeonato malgache de fútbol: 1

2001

## Participación en competiciones de la CAF
| Temporada | Torneo                      | Ronda      | Club              | Casa | Visita | Global      |
| --------- | --------------------------- | ---------- | ----------------- | ---- | ------ | ----------- |
| 2002      | Liga de Campeones de la CAF | Preliminar | Olympique de Moka | 2-0  | 2-1    | 4-1         |
| 2002      | Liga de Campeones de la CAF | 1          | Petro Atlético    | n/a1 | 1-1    | 1-1 (3-1 p) |
| 2002      | Liga de Campeones de la CAF | 2          | Costa do Sol      | 2-1  | 0-2    | 2-3         |

1- La serie se jugó a un partido en Angola debido a la guerra civil y la ola de violencia que había en Madagascar.